# 1995년 9월
| 1995년: 1월 · 2월 · 3월 · 4월 · 5월 · 6월 · 7월 · 8월 · 9월 · 10월 · 11월 · 12월 |

| <          | 1995년 9월    | 1995년 9월 | 1995년 9월 | 1995년 9월 | 1995년 9월 | >          |
| 일         | 월            | 화         | 수         | 목         | 금         | 토         |
|            |               |            |            |            | 1 8.7 을미 | 2 8 병신   |
| 3 9 정유   | 4 10 무술     | 5 11 기해  | 6 12 경자  | 7 13 신축  | 8 14 임인  | 9 15 계묘  |
| 10 16 갑진 | 11 17 을사    | 12 18 병오 | 13 19 정미 | 14 20 무신 | 15 21 기유 | 16 22 경술 |
| 17 23 신해 | 18 24 임자    | 19 25 계축 | 20 26 갑인 | 21 27 을묘 | 22 28 병진 | 23 29 정사 |
| 24 30 무오 | 25 윤8.1 기미 | 26 2 경신  | 27 3 신유  | 28 4 임술  | 29 5 계해  | 30 6 갑자  |

| - 9월 4일 - 스티브 어윈 - 9월 10일 - 투포우 4세 편집하기 |

## 1995년9월 22일
- 중앙일보 가로쓰기 발행 시작.

## 1995년9월 20일
- 제1회 광주비엔날레 개막. (~11월 20일)

## 1995년9월 19일
- 9월 19일 - 워싱턴 포스트와 뉴욕 타임즈가 《유나바머 선언》을 싣다.

## 1995년9월 8일
- 유고슬라비아 전쟁 당사자들, 제네바 평화 협상에서 보스니아 평화 원칙에 합의하다.

## 1995년9월 6일
- 볼티모어 오리올스의 유격수 칼 립켄 주니어가 2,131번째 경기에 출장하면서 루 게릭이 가지고 있던 메이저 리그 베이스볼 연속 경기 출장 기록을 깨다.

## 1995년9월 5일
- 김대중이 새정치국민회의를 창당하다.